# قطعنامه ۱۶۰۸ شورای امنیت
قطعنامه ۱۶۰۸ شورای امنیت سازمان ملل متحد که در تاریخ ۲۲ ژوئن ۲۰۰۵ تصویب شد، سندی بین‌المللی دربارهٔ مسئلهٔ هائیتی است. این قطعنامه طی نشست ۵۲۱۰ام با ۱۵ رای موافق، ۰ مخالف و ۰ ممتنع تصویب شد.